# Heaps Rock
Heaps Rock är en kulle i Antarktis. Den ligger i Västantarktis. Inget land gör anspråk på området. Toppen på Heaps Rock är 2 437 meter över havet.
Terrängen runt Heaps Rock är lite bergig. Trakten är obefolkad. Det finns inga samhällen i närheten.